# The Nurses (serie televisiva)
The Nurses è una serie televisiva statunitense in 98 episodi trasmessi per la prima volta nel corso di 3 stagioni dal 1962 al 1965.
È una serie del genere medico incentrata sulle vicende dei medici e delle infermiere dell'Alden General Hospital di New York. Nella seconda stagione il titolo fu cambiato in The Doctors and the Nurses. Dopo la fine della terza stagione, nel 1965, la produzione cambiò il cast, il format (divenne una soap opera con puntate da mezz'ora) e la rete di trasmissione (dalla CBS fu trasferita sulla ABC) riacquisendo il vecchio titolo The Nurses (1965-1967).
La serie produsse lo spin-off Coronet Blue (1967, 13 episodi) con il personaggio del paziente Michael Alden che ha perso la memoria e, dopo essere stato ricoverato nell'Alden General Hospital, deve indagare sulla sua identità.

## Trama
Gail Lucas è una giovane infermiera dell'Alden General Hospital di New York e lavora al fianco della collega con diversi anni di servizio Liz Thorpe, la sua mentore.

## Personaggi e interpreti

### Personaggi principali
- Gail Lucas (98 episodi, 1962-1965), interpretata da Zina Bethune.
- Liz Thorpe (98 episodi, 1962-1965), interpretata da Shirl Conway.

### Personaggi secondari
- Dottor Fuller (6 episodi, 1962-1965), interpretato da Dana Elcar.
- Infermiera Ayres (6 episodi, 1962-1963), interpretata da Hilda Simms.
- Dottor McAllister (5 episodi, 1962-1965), interpretato da J. D. Cannon.
- Miss Stewart (5 episodi, 1962-1964), interpretata da Peg Murray.
- Tom Henry (5 episodi, 1963-1964), interpretato da Judson Laire.
- Dottor Henden (4 episodi, 1962-1964), interpretato da John Beal.
- Dottor McMann (4 episodi, 1963-1965), interpretato da Kermit Murdock.
- Arthur Bleck (4 episodi, 1963-1965), interpretato da Joe Silver.
- Mrs. Grossberg (4 episodi, 1964-1965), interpretata da Polly Rowles.
- Dottor Lou Maxwell (3 episodi, 1962-1965), interpretato da George Grizzard.
- Charley (3 episodi, 1962-1965), interpretato da Simon Oakland.
- Dottor Amory (3 episodi, 1962-1964), interpretato da Morgan Sterne.
- Dottor Creely (3 episodi, 1962-1964), interpretato da Paul Stevens.
- Hap Spencer (3 episodi, 1963-1965), interpretato da Philip Bosco.
- Felix (3 episodi, 1963-1965), interpretato da Warren Finnerty.
- Cleo Tanner (3 episodi, 1963-1965), interpretato da Lee Grant.
- Dottor Ericson (3 episodi, 1963-1965), interpretato da Salem Ludwig.
- Mrs. Harmon (3 episodi, 1963-1965), interpretata da Jan Miner.
- Carrie Hayes (3 episodi, 1963-1965), interpretata da Neva Patterson.
- Dottor Alex Tazinski (3 episodi, 1963-1965), interpretato da Michael Tolan.
- Miss Roseburt (3 episodi, 1963-1964), interpretata da Margaret Barker.
- Herman (3 episodi, 1963-1964), interpretato da Rudy Bond.
- Mervyn Fowler (3 episodi, 1963-1964), interpretato da Vincent Gardenia.
- Dottor Wallace (3 episodi, 1963-1964), interpretato da John McGovern.
- Saunders (3 episodi, 1963-1964), interpretato da Martin Sheen.
- Detective Chris Dunlap (3 episodi, 1964-1965), interpretato da Frank Campanella.
- Ollie Sutton (3 episodi, 1964), interpretata da Diana Sands.

## Produzione
La serie fu prodotta da Columbia Broadcasting System e Plautus Productions e girata nei Filmways Studios e nei Pathe Studios a New York in California.

### Registi
Tra i registi sono accreditati:
- Paul Bogart in 12 episodi (1963-1965)
- Stuart Rosenberg in 9 episodi (1963-1965)
- David Greene in 7 episodi (1962-1965)
- Gerald Mayer in 7 episodi (1963-1965)
- Herman Hoffman in 6 episodi (1962-1963)
- Don Richardson in 6 episodi (1962-1963)
- Robert Stevens in 5 episodi (1964-1965)
- Lamont Johnson in 4 episodi (1962-1964)
- Elliot Silverstein in 4 episodi (1962-1964)
- Leonard Horn in 4 episodi (1964-1965)
- José Quintero in 3 episodi (1962-1963)
- Charles S. Dubin in 3 episodi (1963)
- Alex March in 3 episodi (1963)
- Marvin J. Chomsky in 3 episodi (1964-1965)
- Herbert Hirschman in 2 episodi (1962-1963)
- Ralph Senensky in 2 episodi (1963-1964)
- László Benedek in 2 episodi (1964)
- Buzz Kulik in 2 episodi (1964)
- Daniel Petrie in 2 episodi (1965)

### Sceneggiatori
Tra gli sceneggiatori sono accreditati:
- Alvin Boretz in 9 episodi (1962-1965)
- Albert Ruben in 9 episodi (1962-1965)
- Leon Tokatyan in 8 episodi (1962-1965)
- Andy Lewis in 8 episodi (1962-1964)
- Art Wallace in 8 episodi (1962-1964)
- Alvin Sargent in 7 episodi (1963-1964)
- George Bellak in 6 episodi (1962-1965)
- Stanley R. Greenberg in 5 episodi (1963-1965)
- Harold Gast in 5 episodi (1963-1964)
- Robert Van Scoyk in 4 episodi (1964-1965)
- Larry Cohen in 3 episodi (1963)

## Distribuzione
La serie fu trasmessa negli Stati Uniti dal 27 settembre 1962 al 7 settembre 1965 sulla rete televisiva CBS. È stata distribuita anche in Argentina e in Spagna con il titolo Las enfermeras.

## Episodi
| Stagione         | Episodi | Prima TV USA |
| ---------------- | ------- | ------------ |
| Prima stagione   | 32      | 1962-1963    |
| Seconda stagione | 36      | 1963-1964    |
| Terza stagione   | 30      | 1964-1965    |